# Andrej Rubljov
Andrej Rubljov (rusko Андрей Рублёв), ruski menih in svetnik, glavni predstavnik staroruskega slikarstva, * okoli leta 1360, † 17. oktober 1428, Moskva.
Rubljov je najslavnejši ruski srednjeveški slikar. Njegovo delo je uveljavilo rusko nacionalno slikarsko šolo. Slikal je predvsem poduhovljene nabožne ikone in freske predvsem ruskih mučencev in svetnikov. Njegova dela zaznamujejo predvsem krepke linije, pridušeni barvni odtenki in nežna senčenja. Zanj in za njegovo šolo so značilne osebe z dolgimi postavami in vratovi ter ozkimi rameni. Leta 1405 je naslikal freske v cerkvi Marijinega oznanjenja v Moskovskem kremlju, [zgrajena konec 15. stol., Rubljov in Teofan Grk sta poslikala ikonostas, ki je bil potem v tej cerkvi, žal pa je bil v požaru v 16. stol. uničen. Po letu 1408 so nastale freske v cerkvi Marijinega vnebovzetja v Vladimiru.
Njegovo najpomembnejše delo je ikona Svete Trojice naslikana za Trojiški samostan sv. Sergija, sedaj shranjena v Tretjakovski galeriji v Moskvi.

## Zgodnje življenje
O njegovem življenju je ohranjenih malo podatkov; tudi kje je rojen, ni znano. Verjetno je živel v Trojiškem samostanu sv. Sergija, blizu Moskve, pod Nikonom Radoneškim, ki je postal iguman po smrti Sergija Radoneškega leta 1392. Rubljov se prvič omenja leta 1405, ko je skupaj s Teofanom Grkom in Prohorjem iz Gorodca okrasil ikone in freske za cerkev Marijinega oznanjenja v Moskovskem kremlju. Njegovo ime je bilo zadnje na seznamu mojstrov, kot mladinec tako po rangu kot po starosti. Teofan je bil pomemben bizantinski mojster, ki se je preselil v Moskovsko kneževino in velja, da je učil Rubljova.

## Kariera
Kronike nam pripovedujejo, da je skupaj z Danielom Čornim poslikal cerkev Marijinega vnebovzetja v Vladimirju leta 1408 in cerkev v Trojiškem samostanu sv. Sergija med letoma 1425 in 1427. Po Danielovi smrti je Andrej prišel v moskovski Andronikov samostan, kjer je naslikal svoje zadnje delo, freske cerkve Odrešenika. Verjame se tudi, da je naslikal vsaj eno od miniatur v evangelijih iz Hitrova.
Edino delo, potrjeno kot v celoti njegovo, je ikona Trojica (ok. 1410), ki je bila leta 2023 odstranjena iz Tretjakovske galerije v Moskvi v cerkev Kristusa Odrešenika. Temelji na zgodnejši ikoni, znani kot Abrahamovo gostoljubje (ponazarja Genezo 18). Rubljov je s prizorišča odstranil figuri Abrahama in Sare ter s subtilno uporabo kompozicije in simbolike spremenil temo in se osredotočil na skrivnost Trojice.
V Rubljovovi umetnosti sta združeni dve tradiciji: najvišji asketizem in klasična harmonija bizantinskega manierizma. Liki njegovih slik so vedno mirni in umirjeni. Čez nekaj časa je njegova umetnost postala ideal vzhodnega cerkvenega slikarstva in pravoslavne ikonografije.

## Smrt in zapuščina
Rubljov je umrl v samostanu Andronikov med letoma 1427 in 1430. Delo Rubljova je vplivalo na številne umetnike, vključno z Dionizijem. Stoglavi sobor (1551) je razglasil Rubljov ikonski slog za vzor cerkvenega slikarstva. Od leta 1959 muzej Andreja Rubljova v Andronikovem samostanu prikazuje njegovo in sorodno umetnost.
Ruska pravoslavna cerkev je Rubljova leta 1988 kanonizirala za svetnika, njegov praznik pa je praznoval 29. januarja in/ali 4. julija.
Leta 1966 je Andrej Tarkovski posnel film Andrej Rubljov, ki temelji na umetnikovem življenju. To je postal prvi (in morda edini) film, ustvarjen v času Sovjetske zveze, ki umetnika obravnava kot svetovno zgodovinsko osebnost in krščanstvo kot aksiom ruske zgodovinske identitete v burnem obdobju v zgodovini Rusije.
Zgodovinar Sergej Aleksandrovič Zenkovski je zapisal, da imena Andreja Rubljova, Epifanija Modrega, Sergija Radoneškega in Štefana Permskega »označujejo ruski duhovni in kulturni preporod poznega 14. in zgodnjega 15. stoletja«. Zapisal je tudi: »Čudovite ikone in freske Andreja Rubljova so ponudile harmoničen in barvit izraz duha popolne vedrine in ponižnosti. Za rusko ljudstvo so te ikone postale najboljši dosežek religiozne umetnosti in najvišji izraz ruske duhovnosti.«

## Čaščenje
- 29. januar – spomin na obletnico njegove smrti (Grška pravoslavna cerkev)[11][12]
- 12./13. junij – praznik, Sinaksa vsega samostana Andronikov (z Andronikom, Savo, Aleksandrom, moskovskimi opati in Danielom Črnim, ikonopiscem)[13]
- 4. julij – glavni praznik s seznama »ruskih svetnikov Moskve in Vladimirja« Nikodima (Kononova),
- 6. julij – Sinaksa vseh svetnikov Radoneža
- Sinaksa vseh moskovskih svetnikov – premični praznik v nedeljo pred 26. avgustom (ROC)[14]

## Izbrana dela
- Jezusovo rojstvo, 1405 (cerkev Marijinega oznanjenja, Moskovski kremelj)
- Jezusov krst, 1405 (cerkev Marijinega oznanjenja, Moskovski kremelj)
- Oznanjenje, 1405 (stolnica Marijinega oznanjenja, Moskva)
- Različica Vladimirske Bogorodice, ok.1405
- Sveti Mihael, 1408 (ikonostas v cerkvi Marijinega vnebovzetja, Vladimir)
- Sveti Gabrijel, 1408 (Uspenska cerkev, Vladimir)
- Sveti Andrej Prvoklicani, 1408 (Uspenska cerkev, Vladimir)
- Sveti Gregor Teolog, 1408 (Uspenska cerkev, Vladimir)
- Bogorodica iz Deësisa, 1408 (Uspenska cerkev, Vladimir) Nekateri menijo, da je to morda delo Teofana Grka
- Janez Teolog, 1408 (Uspenska cerkev, Vladimir)
- Janez Krstnik, 1408 (Uspenska cerkev, Vladimir)
- Odrešenik na prestolu v slavi, Kristus v veličastvu, 1408 (Uspenska cerkev, Vladimir)
- Groznjenje pekla, 1408–1410 (Vladimir)
- Kristus Odrešenik, ok. 1410 (Tretjakovska galerija, Moskva)
- Vnebohod, 1408 (Tretjakovska galerija, Moskva)
- Apostol Pavel, 1410, 1410s (Tretjakovska galerija, Moskva)